# FIFA World Player of the Year 2003
L’edizione 2003 del FIFA World Player, 13ª edizione del premio calcistico istituito dalla FIFA, fu vinta dal francese Zinédine Zidane (Real Madrid) e dalla tedesca Birgit Prinz (FFC Francoforte).
A votare furono 142 commissari tecnici per la graduatoria maschile e 100 per quella femminile.